# Hanna Las
Hanna Forreiter z domu Las (ur. 18 maja 1989) – polska judoczka
Przez lata związana z kadrą narodową, reprezentowała Polskę na zawodach międzynarodowych. Ukończyła Akademię Wychowania Fizycznego i Sportu im. Jędrzeja Śniadeckiego w Gdańsku.
Była zawodniczka klubów: KS Polonia Rybnik (2003-2008), KS AZS AWFiS Gdańsk (2009-2011). Srebrna medalistka Mistrzostw Polski seniorek 2009 (Opole kat 70kg) oraz brązowa medalistka mistrzostw Polski seniorek 2010 (Koszalin kat 70kg). Ponadto m.in. młodzieżowa mistrzyni Polski 2010, dwukrotna mistrzyni Polski juniorek (2006, 2007) i mistrzyni Polski kadetek 2005. 
W 2005 wygrała plebiscyt najlepszego sportowca miasta Rybnik. 